# سفين أولسون
سفين أولسون (بالسويدية: Sven Ohlsson)‏ (14 فبراير 1888 بأوربرو في السويد - 27 ديسمبر 1947 بأوربرو في السويد) هو لاعب كرة قدم سويدي في مركز الوسط، شارك في الألعاب الأولمبية الصيفية 1908. وشارك مع منتخب السويد لكرة القدم. أما مع النوادي، فقد لعب مع Mariebergs IK ‏.

## وصلات خارجية
- سفين أولسون على موقع الاتحاد الدولي (مؤرشف)  (الإنجليزية)
- سفين أولسون على موقع قاعدة بيانات كرة القدم.إي يو (الإنجليزية)
- سفين أولسون على موقع ناشيونال فوتبول تيمز (الإنجليزية)
- سفين أولسون على موقع أوليمبيديا (الإنجليزية)
- سفين أولسون على موقع اللجنة الأولمبية السويدية (السويدية)